# 什刹海駅
什刹海駅（じゅうさつかいえき、じっさつかいえき）は、北京市西城区と東城区に跨って位置する北京地下鉄8号線の駅。

## 歴史
- 2013年12月28日 - 鼓楼大街 - 南鑼鼓巷間開通と同時に開業。

## 駅構造
地安門外大街より東側にずれた場所の地下に位置し、南北に伸びる地下駅。地下2階が改札階コンコース、地下3階がホーム階である。

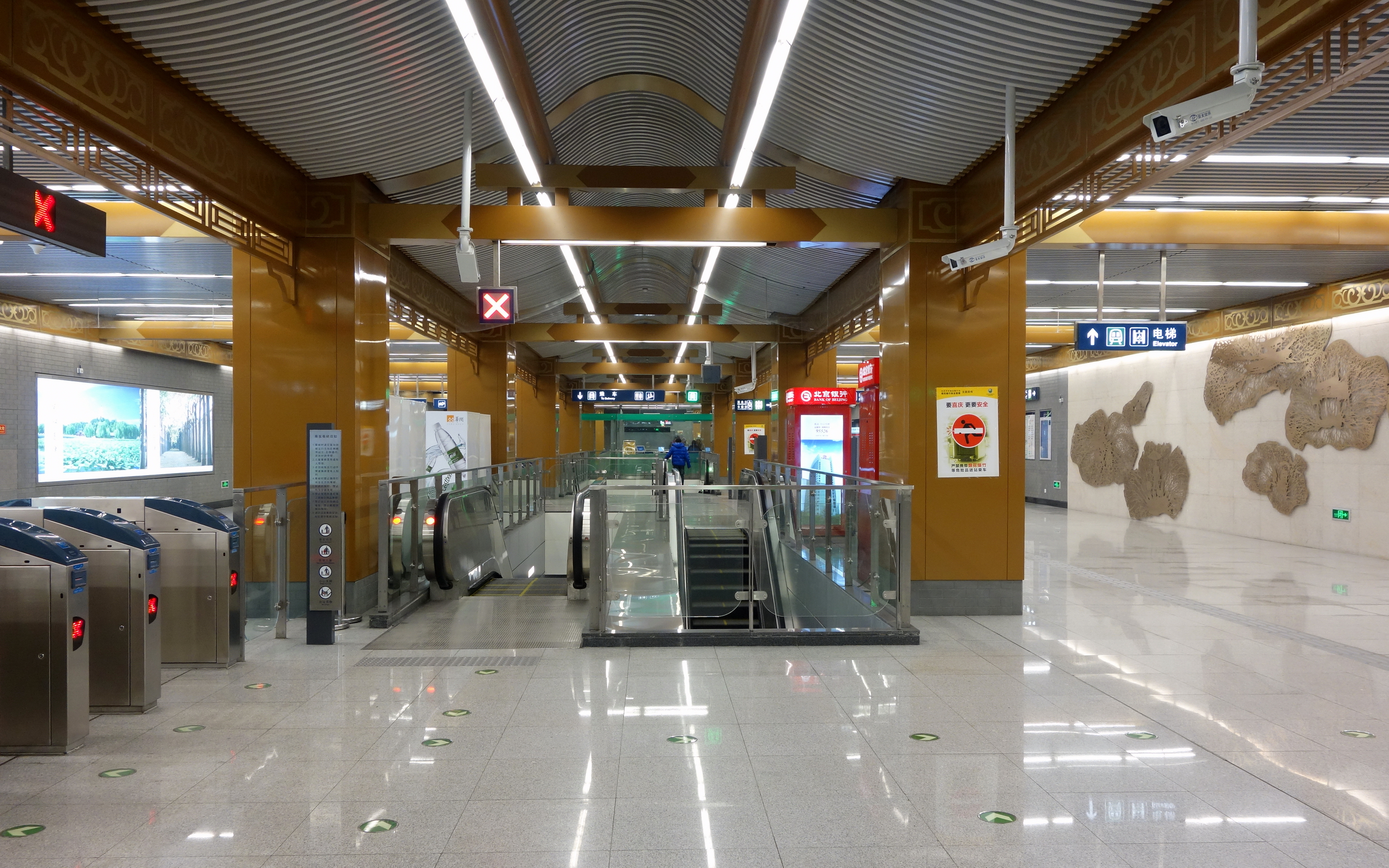
改札階コンコース。写真右側の壁は"秋荷映像"と題されるパブリックアート。

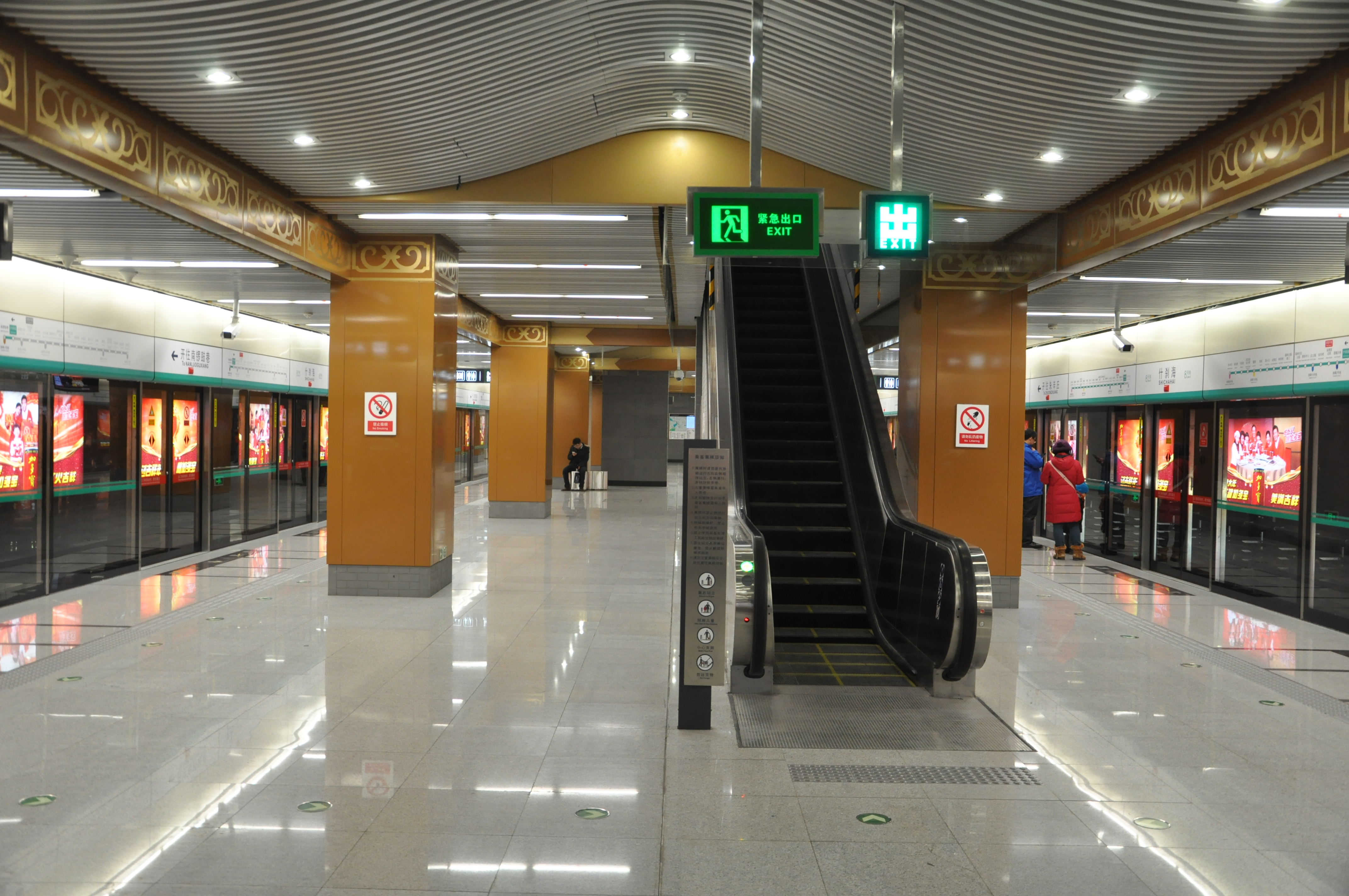
プラットホーム

ホームは島式1面2線を有する。ホーム幅は12m、ホーム長は146.6mある。
改札階コンコースの壁には、ステンレス鋼とチタンめっきで作られた"秋荷映像"と題されるパブリックアートが飾られている。

### のりば
案内上ののりば番号は設定されていない。
| 北方向 | 8号線 | 鼓楼大街・オリンピック公園・朱辛荘方面 |
| 南方向 | 8号線 | 南鑼鼓巷・前門・珠市口・瀛海方面       |

## 駅周辺
- 什刹海（中国語版）
- 火徳真君廟（中国語版）
- 北京鼓楼（中国語版）
- 国家話劇院（中国語版）
- 中国工商銀行北京鼓楼支店
- 北海医院
- 北京総合大学（中国語版）什刹海キャンパス
- 北京時間博物館（中国語版）
- 煙袋斜街（中国語版）

## 隣の駅
北京地下鉄
 8号線
鼓楼大街駅 - 什刹海駅 - 南鑼鼓巷駅